# Municipio de Birch
El municipio de Birch (en inglés: Birch Township) es un municipio ubicado en el condado de Beltrami en el estado estadounidense de Minnesota. En el año 2010 tenía una población de 118 habitantes y una densidad poblacional de 1,26 personas por km².

## Geografía
El municipio de Birch se encuentra ubicado en las coordenadas 47°37′11″N 94°27′46″O / 47.61972, -94.46278. Según la Oficina del Censo de los Estados Unidos, el municipio tiene una superficie total de 93.6 km², de la cual 88,44 km² corresponden a tierra firme y (5,51 %) 5,16 km² es agua.

## Demografía
Según el censo de 2010, había 118 personas residiendo en el municipio de Birch. La densidad de población era de 1,26 hab./km². De los 118 habitantes, el municipio de Birch estaba compuesto por el 91,53 % blancos, el 8,47 % eran amerindios. Del total de la población el 1,69 % eran hispanos o latinos de cualquier raza.